# بوئینگ مدل ۶
بوئینگ مدل ۶ (به انگلیسی: Boeing Model 6) یک هواپیمای ساختِ بوئینگ در کشور ایالات متحده آمریکا است که در سال ۱۹۱۹ ساخته شد. این هواپیما در ۲۷ دسامبر ۱۹۱۹ میلادی نخستین پرواز خود را انجام داد.